# Островський Микола Миколайович
Микола Миколайович Островський (24 квітня 1973, Івано-Франківськ) — український пульмонолог, доктор медичних наук, професор, Заслужений діяч науки і техніки України, завідувач кафедри фтизіатрії і пульмонології з курсом професійних хвороб Івано-Франківського національного медичного університету. Виконувач обов'язків ректора університету (з 2023).

## Біографія
У 1996 році закінчив медичний факультет Івано-Франківської державної медичної академії (нині — Івано-Франківський національний медичний університет), був рекомендований Вченою Радою на подальшу наукову роботу в аспірантуру за спеціальністю «Терапія» на кафедрі госпітальної терапії № 2. У 1999 році завершив навчання в аспірантурі захистом кандидатської дисертації за шрифтом 14.01.02 — внутрішні хвороби, присвяченій проблемі клініко-імунологічних та функціональних порушень при хронічному обструктивному бронхіті. У 2005 році захистив докторську дисертацію «Клініко-патогенетична характеристика та шляхи оптимізації лікування хворих на негоспітальну пневмонію із затяжним перебігом» за спеціальністю 14.01.27 — пульмонологія, у спеціалізованій Вченій Раді ДУ «Національний інститут фтизіатрії і пульмонології ім. Ф. Г. Яновського НАМН України».
Вчителями, які сформували світогляд Миколи Островського як фахівця, були відомі лікарі та вчені Дєльцова О. І., Нейко Є. М., Фещенко Ю. І., Середюк Н. М., Горовенко Н. Г., Перцева Т. О., Дзюблик О. Я., Яшина Л. О., Мостовий Ю. М., Дебенко М. В., Орнат С. Я., Шуба Н. М.

## Педагогічна діяльність
Після завершення аспірантури працював асистентом кафедри госпітальної терапії № 2. Із 1997 по 2001 роки забезпечував підготовку студентів по напрямку «Воєнно-польова терапія» на базі військового госпіталю. З 2001 по 2006 рік завідував курсом професійних хвороб, у 2002 році присвоєне вчене звання доцента кафедри госпітальної терапії № 2, а у 2006 році — професора. З березня 2006 року — завідувач кафедри госпітальної терапії № 2 (внутрішньої медицини № 3 з курсом професійних хвороб, а з серпня 2012 року — кафедри фтизіатрії і пульмонології з курсом професійних хвороб) Івано-Франківського національного медичного університету. Із 2002 року по 2008 рік — був заступником декана медичного факультету. З 2008 по 2017 рік Вчений секретар університету, з січня 2017 заступник Голови Вченої ради ІФНМУ. На даний час завідує знаною на рівні держави своїми напрацюваннями та здобутками кафедрою фтизіатрії і пульмонології з курсом професійних хвороб Івано-Франківського національного медичного університету. Професор Островський М. М. підготував 8 кандидатів наук.

## Громадська діяльність
На даний час Островський М. М. є членом Європейського респіраторного товариства, членом Президії асоціації фтизіатрів і пульмонологів України, дійсним членом Міжнародної громадської академії авторів наукових відкриттів та винаходів, членом редакційних колегій та рад провідних фахових видань присвячених патології органів дихання: «Український пульмонологічний журнал», «Туберкульоз, легеневі хвороби, ВІЛ-інфекція», «Архів клінічної медицини».

## Наукова діяльність
Автор понад 650 наукових праць, в тому числі співавтор 1 наукового відкриття в галузі «Медицина», 4 національних підручників (розділи присвячені патології органів дихання) із «Внутрішньої медицини» (2008; 2019; 2019; 2019), для ВНЗ медичного профілю, 11 монографій, навчально-методичних посібників, національних довідників, 28 патентів України. Окрім того, ним розроблено і впроваджено в практику охорони здоров'я чисельні методичні рекомендації, інформаційні листи, раціоналізаторські пропозиції. Проф. Островський М. М. неодноразово виступав з науковими та програмними доповідями на чисельних наукових форумах, присвячених патології легень. Наукові здобутки колективу, який очолює проф. Островський М. М. набули широкого втілення в сфері практичної охорони здоров'я України і продовжують приносити користь фахівцям, причетним до лікування патології легень, та їх пацієнтам.
Ним, безпосередньо та в тісній співпраці з національним лідером галузі патології органів дихання ДУ «Національний інститут фтизіатрії і пульмонології ім. Ф. Г. Яновського НАМН України» проводились і проводяться пріоритетні наукові дослідження стосовно впливу екзогенних та ендогенних факторів на формування, перебіг та прогресування захворювань органів дихання та їх лікування.

## Основні наукові праці
1. Хронічне обструктивне захворювання легень: нові відтінки проблеми: Монографія / Івано-Франківськ, СІМИК, 2016. 400 с. / Фещенко Ю. І., Чайковський Ю. Б., Островський М. М. та ін.
2. Національний довідник «Rx-index COMPENDIUM. Лікарські засоби для обструктивних захворювань дихальних шляхів» / Київ, Видання II.- 2014 рік, 480 с. / Фещенко Ю. І., Островський М. М., Кулинич-Міськів М. О., Варунків О. І., Савеліхіна І. О.
3. Національний підручник для лікарів-інтернів: Внутрішні хвороби: Частина 1. Розділи 1-8 / — Київ: Видавництво Медицина, 2019. — 680 с. / Глушко Л. В., Федоров С. В., Скрипник І. М., Островський М. М. та ін.
4. Національний підручник для лікарів-інтернів: Внутрішні хвороби: Частина 2. Розділи 9-24 /– Київ: Видавництво Медицина, 2019. — 584 с. / Глушко Л. В., Федоров С. В., Скрипник І. М., Островський М. М. та ін.
5. Clinical and temporal characteristics of chronic bronchitis complicated with secondary bronchiectasis / Eur Respir J. Oct 2013; 42(4): P. 972—981. / Mykola M. Ostrovskyy, Pascal L.M.L. Wielders, Andrea Ludwig-Sengpiel, Nicholas Locantore, Suus Baggen, Robert Chan, John H. Riley
6. Епідемія грипу: час підсумовувати досвід та робити висновки / Укр. мед. часопис- № 2. — 2010. –С.4-6. / Лазоришинець В., Мухарська Л., Гриневич О., Островський М., Глумчер Ф.
7. Роль систем сурфактанту легень та інтерлейкінів в процесі формування затяжного перебігу пневмоній / Укр. пульмон. журн. -2004.-№ 2.-С.23-25. /Островський М. М.
8. Деякі імунологічні критерії звичайного та затяжного перебігу пневмоній / Укр. пульмон. журнал.-2002.-№ 2.-С.32-34. / Островський М. М., Нейко Є. М. Орнат С. Я.
9. Нові перспективи модифікації перебігу ХОЗЛ: вплив тіотропію броміду на процеси неоколагеногенезу та локального імунологічного захисту бронхів / Укр. пульмон. журн.- № 2.-2009.-С.66-69. / Островський М. М., Кулинич-Міськів М. О.
10. Вірусні та вірусно-бактеріальні пневмонії: світовий досвід та напрацювання медицини Прикарпаття в умовах пандемії грипу штаму А Н1N1 у 2009 році / Галицький лікарський вісник — № 2.– 2010. — С.141-146. / Нейко Є. М., Островський М. М., Малофій Л.С та інш.
11. Аспіринова тріада: генно-фенотипові особливості / Науково-практичний журнал «Вісник наукових досліджень» — № 2 (67).– 2012. — С.24-28. / Заболотний Д. І., Попович В. І., Островський М. М., та інші.
12. Епідеміологія і структура саркоїдозу на Прикарпатті / Укр. пульмон. журн.- № 4.-2015.-С.19-21. / Островський М. М., Швець К. В.
13. Ще один перехресний синдром у пульмонології: ХОЗЛ-бронхоектази / Здоров'я України. Пульмонологія. — № 4 (32).– 2015. — С.4-5. / Фещенко Ю. І., Островський М. М., Варунків О. І.
14. Бронхіальна астма, вірус-індуковані загострення: погляд через призму лейкотрієнів / Укр. пульмон. журн.- № 3.-2016.-С.59-63. / Фещенко Ю. І., Островський М. М., Варунків О. І.
15. Morphological changes in mucous membrane of bronchi after 180-day roflumilast treatment in patients with severe COPD / The pharma innovation — journal.- Vol 5 (11).-2016.-P.10-13. / Ostrovskyy M., Varunkiv O., M. Kulynych-Miskiv, et al.
16. Epidemiology of Sarcoidosis in the Precarpathian region og Ukraine / International Journal of Innovative Technology and Exploring Engineering (IJITEE) ISSN: 2278-3075, Volume-8 Issue-12, October, 2019 P. 3375-3379. SCOPUS / Mykola M. Ostrovskyy, Iryna O. Savelikhina, Oleksandr I. Varunkiv, et al.
17. Маркери системного запалення та надмірна маса тіла у хворих на хронічне обструктивне захворювання легень із III ступенем бронхообструкції / Науково-практичний журнал «Астма та алергія».- квітень-червень — № 2-2019.-С.10-16. / Островський М. М., Корж Н. В.

## Основні винаходи
1. Наукове відкриття в галузі «Медицина» «Закономірність порушення метаболізму арахідонової кислоти в організмі людини при інактивації циклооксигенази» / Попович В. І., Островський М. М., Варунків О. І., Фіщук Р. М.
2. Патент України № 49572 А «Спосіб лікування затяжних пневмоній» / Нейко Є. М., Островський М. М., та інші.
3. Патент України № 67947 А «Спосіб лікування хронічного гнійного обструктивного бронхіту ускладненого розвитком бронхоектазів» / Нейко Є. М., Островський М. М., та інші.
4. Патент України № 31666 А «Спосіб лікування хронічного обструктивного захворювання легень» / Островський М. М., Кулинич-Міськів М. О.
5. Патент України № 85154 А «Спосіб діагностики розвитку пневмосклерозу при негоспітальній пневмонії» / Островський М. М., Стовбан М. П.
6. Патент України № 92299 А «Спосіб діагностики загрози розвитку пневмосклерозу при негоспітальній пневмонії вірусно-бактеріальної етіології» / Островський М. М., Савеліхіна І. О., Варунків О. І.
7. Патент України № 95211 А «Спосіб діагностики загрози дестабілізації перебігу ІХС при розвитку фази загострення ХОЗЛ» / Островський М. М., Герич П. Р., Варунків О. І.
8. Патент України № 99697 А «Спосіб діагностики прогресування перибронхіального пневмосклерозу у хворих на ХОЗЛ III стадії» / Островський М. М., Савеліхіна І. О., та інші.
9. Патент України № 96206 А «Спосіб діагностики розвитку постпневмонічного та прогресування перибронхіального й периваскулярного пневмосклерозу в хворих на хронічне обструктивне захворювання легень, що перенесли негоспітальну пневмонію вірусно-бактеріальної етіології» / Островський М. М., Савеліхіна І. О., Корж Г. З., та інші.
10. Патент України № 100487 А «Спосіб діагностики аспіринової гіперчутливості у хворих на бронхіальну астму шляхом визначення функціонального стану метаболізму арахідонової кислоти» / Островський М. М., Попович В. І., та інші.
11. Патент України № 97369 А «Спосіб лікування хворих на інфільтративний туберкульоз у поєднанні з хронічним бронхітом» / Островський М. М., Мельник О.
12. Патент України № 97881 А «Спосіб діагностики загрози розвитку та прогресування вторинних бронхоектазів у хворих на хронічний бронхіт» / Островський М. М., Бондаренко Т. Я.
13. Патент України № 104644 А «Спосіб діагностики активності запального процесу та загрози прогресування саркоїдозу легень» / Островський М. М., Швець К. В.
14. Патент України № 119837 А «Спосіб прогнозування розвитку загостреня ХОЗЛ III ступеня тяжкості у хворих із надмірною вагою» / Островський М. М., Корж Н. В.

## Нагороди
- Лауреат премії Національної академії медичних наук України 2002 р.
- Подяка Прем'єр-міністра України (2009)
- Орден «Зірка з короною» Європейської Академії Природничих наук (2013)
- Пам'ятна медаль Академії природничих наук (РФ) ім. лауреата Нобелівської премії П. О. Капіціи (2013)
- Заслужений діяч науки і техніки України (2015)
- Орден Святого Миколая Чудотворця УПЦ (2017)
- Лауреат премії Національної академії наук України ім. Ф. Г. Яновського (2018)